# La Colline aux adieux

La Colline aux adieux (Vinegar Hill) est un téléfilm américain réalisé par Peter Werner, et diffusé en 2005.

## Synopsis
Un homme quitte Chicago avec sa famille après avoir été licencié pour recommencer une nouvelle vie. Il s'installe dans la ferme familiale. C'est alors que son passé revient le hanter. Des parents odieux qui ne cesse de pleurer, et d'idolâtrer un fils mort après un accident de la route qui n'était autre que son frère aîné…

## Fiche technique
- Titre original : Vinegar Hill
- Réalisation : Peter Werner
- Scénario : Suzette Couture et A. Manette Ansay
- Photographie : Ousama Rawi
- Musique : Richard Marvin
- Pays : États-Unis
- Durée : 86 min

## Distribution
- Mary-Louise Parker (VF : Rafaèle Moutier) : Ellen Grier
- Tom Skerritt (VF : Bernard Tiphaine) : Fritz Grier
- Tim Guinee (VF : Cyrille Artaux) : Jake Grier
- Betty Buckley (VF : Paule Emanuele) : Mary Margaret Grier
- Hollis McLaren : Salome
- Roberta Maxwell (VF : Marie-Martine) : Eva
- Clare Stone : Amy Grier
- Ty Wood : Bert Grier
- Colin Ferguson (VF : Philippe Vincent) : Tom Welton
- Kristen Harris : Julia